# Zelotes beijianensis
Zelotes beijianensis är en spindelart som beskrevs av Hu och Wu 1989. Zelotes beijianensis ingår i släktet Zelotes och familjen plattbuksspindlar. Inga underarter finns listade i Catalogue of Life.